# Швайко Микола Йосипович
Мико́ла Йо́сипович Швайко́ (22 вересня 1935, село Кадиївка, тепер Ярмолинецького району Хмельницької області — 19 вересня 2000, місто Українськ Донецької області) — український радянський діяч, шахтар, бригадир робітників очисного вибою шахти «Україна» комбінату «Красноармійськвугілля» Донецької області. Герой Соціалістичної Праці (30.03.1971). Депутат Верховної Ради УРСР 8-го скликання.

## Біографія
Народився у селянській родині. У 1953 році закінчив семирічну школу села Кадиївки Ярмолинецького району.
У 1953 році добровільно поїхав на шахти Донбасу. Деякий час навчався у гірничопромисловому училищі селища Ханжонкове (тепер у складі міста Макіївки) Сталінської області, але навчання не завершив. Потім працював робітником вибою шахти «Пролетарська».
У 1962—1978 роках — гірничий робітник, бригадир робітників очисного вибою шахти «Україна» комбінату «Красноармійськвугілля» міста Українська Донецької області.
Член КПРС з 1968 року.
З 1978 року — бригадир дільниці шахти імені Д. С. Коротченка виробничого об'єднання «Красноармійськвугілля» міста Селидове Донецької області.
Потім — на пенсії у місті Українську Селидівської міської ради Донецької області, де й похований.

## Нагороди
- Герой Соціалістичної Праці (30.03.1971)
- орден Леніна (30.03.1971)
- орден Дружби народів
- орден «Знак Пошани» (29.06.1966)
- медалі
- знак «Шахтарська слава» 1-го ст.
- знак «Шахтарська слава» 2-го ст.
- знак «Шахтарська слава» 3-го ст.